# Сонино (Шиковская волость)
Сонино — деревня в Шиковской волости Островского района Псковской области.
Расположена в 58 км к востоку от города Острова и в 9 км к северо-востоку от волостного центра, деревни Шики.
Численность населения деревни по состоянию на 2000 год составляла 10 человек.

## История
В Писцовых Книгах 1585-87 гг. говорится, что деревня Сонино относилась к Синоритцкой губе уезда города Владимирца.